# Eilema laurenconi
Eilema laurenconi är en fjärilsart som beskrevs av De Toulgoët 1976. Eilema laurenconi ingår i släktet Eilema och familjen björnspinnare. Inga underarter finns listade i Catalogue of Life.